# One-T
One-T ist ein Hip-Hop/House-Projekt von Thomas Pieds und Eddy Gronfier aus Paris, Frankreich. Bis heute ist das Projekt ein typisches One-Hit-Wonder mit dem Lied The Magic Key aus dem Jahr 2003, welches ein Sample aus dem Stück Ma Hra von Blue Effect aus dem Jahr 1971 enthält.

## Konzept
Das 2001 gegründete Projekt besteht aus virtuellen Figuren einer extra dafür geschaffenen Comicwelt (ähnlich der Gorillaz). Alle Charaktere sind 13 Jahre alt und stammen aus verschiedenen Regionen der Welt.
- One-T, die Hauptfigur der Gruppe, ist Europäer und DJ.
- Cool-T ist Afrikaner und MC. Der beste Freund von One-T wurde auf offener Straße erschossen, existiert aber als Geist weiter.
- Fat-T (auch Nine-T) stammt aus Lateinamerika und rappt auf Spanisch.
- Ee ist Asiatin und Sängerin der Gruppe.

Weitere Figuren sind der Plattenboss und Mafioso Travoltino, der DJ Acidman, der Pitbull Bull-T und E, der Hacker und Zwillingsbruder von Ee.
Thomas Pieds erschuf das Konzept und die Figuren von One-T, außerdem zeichnet er für die Texte verantwortlich und drehte die Musikvideos. Eddy Gronfier ist der Produzent und Remixer von One-T.

## Geschichte
Nachdem das Projekt in Frankreich bereits 2001 durch seine erste erfolgreiche Single Music is the One-T ODC (Episode One) bekannt geworden war, hatte man 2003 mit The Magic Key einen großen, europaweiten Hit, der insbesondere in Frankreich, dem deutschsprachigen Raum und Dänemark die vorderen Ränge der Charts erreichte. Man war jedoch nicht in der Lage, diesen Erfolg zu wiederholen und gilt als One-Hit-Wonder. 2006 erschien in Frankreich und Deutschland ein neues Album, zunächst nur als Download, später auch auf CD. 
Nach jahrelanger Inaktivität erschien 2022 eine Remastered-Version des Debütalbums Music is the One-T ODC. 2023 erschien zudem eine Neuauflage von The Magic Key als Single.

## Diskografie

### Studioalben
| Jahr | Titel           | Höchstplatzierung, Gesamtwochen, AuszeichnungChartsChartplatzierungen (Jahr, Titel, Platzierungen, Wochen, Auszeichnungen, Anmerkungen) | Anmerkungen                                 |
| Jahr | Titel           | FR | Anmerkungen                                 |
| ---- | --------------- | --- | ------------------------------------------- |
| 2003 | The One-T ODC   | FR72 (11 Wo.)FR | Erstveröffentlichung: 2003                  |
| 2006 | The One-T’s ABC | — | Erstveröffentlichung: 2006 nur als Download |

### Singles
| Jahr | Titel Album                          | Höchstplatzierung, Gesamtwochen, AuszeichnungChartplatzierungen (Jahr, Titel, Album, Platzierungen, Wochen, Auszeichnungen, Anmerkungen) | Höchstplatzierung, Gesamtwochen, AuszeichnungChartplatzierungen (Jahr, Titel, Album, Platzierungen, Wochen, Auszeichnungen, Anmerkungen) | Höchstplatzierung, Gesamtwochen, AuszeichnungChartplatzierungen (Jahr, Titel, Album, Platzierungen, Wochen, Auszeichnungen, Anmerkungen) | Höchstplatzierung, Gesamtwochen, AuszeichnungChartplatzierungen (Jahr, Titel, Album, Platzierungen, Wochen, Auszeichnungen, Anmerkungen) | Anmerkungen                                     |
| Jahr | Titel Album                          | DE | AT | CH | FR | Anmerkungen                                     |
| ---- | ------------------------------------ | --- | --- | --- | --- | ----------------------------------------------- |
| 2002 | Bein’ a Star The One-T ODC           | — | — | — | FR59 (5 Wo.)FR | Erstveröffentlichung: 2002                      |
| 2003 | The Magic Key The One-T ODC          | DE5 Gold · (21 Wo.)DE | AT5 (21 Wo.)AT | CH7 (29 Wo.)CH | FR9 Gold · (41 Wo.)FR | Erstveröffentlichung: 14. Juli 2003 mit Cool-T  |
| 2003 | Music Is the One-T ODC The One-T ODC | — | — | CH74 (5 Wo.)CH | FR12 Silber · (16 Wo.)FR | Erstveröffentlichung: 30. November 2003         |
| 2004 | Starsky & Hutch 2004 –               | — | — | CH51 (9 Wo.)CH | FR16 (14 Wo.)FR | Erstveröffentlichung: 27. April 2004 mit Cool-T |
| 2023 | The Magic Key –                      | — | — | — | FR25 Platin · (22 Wo.)FR | Erstveröffentlichung: 7. April 2023 mit Trinix  |

Weitere Singles
- 2002: The Travoltino Club
- 2006: Tomorrow’s War (mit Cool-T)
- 2006: U!!! (mit Cool-T & Fat-T)